# Saint-Gengoux-le-National
 Saint-Gengoux-le-National  es una comuna y población de Francia, en la región de Borgoña, departamento de Saona y Loira, en el Distrito de Mâcon. Es la cabecera y mayor población del cantón de su nombre.
Está integrada en la Communauté de communes entre Grosne et Guye.

## Demografía
| 1058 | 1070 | 1058 | 1067 | 1013 | 1049 |
| Para los censos de 1962 a 1999 la población legal corresponde a la población sin duplicidades (Fuente: INSEE [Consultar]) |      |      |      |      |      |